# SS Saint Louis
Сент-Луис (англ. SS Saint Louis) — трансатлантический пассажирский лайнер, построенный компанией William Cramp & Sons Building & Engine Company, Филадельфия, был спущен на воду 12 ноября 1894 года. Спонсировался Миссис Гровер Кливленд, женой президента Соединенных Штатов. Поступил на службу в 1895 году в соответствии с реестром Соединенных Штатов для International Navigation Company. Работал на линии Саутгемптон — Нью-Йорк.
Он был резервирован Военно-морским флотом Соединенных Штатов во время Испано-Американской войны и введен в строй под названием USS St. Louis в 1898 году, а также снова во время Первой мировой войны под названием USS Louisville (ID-1644) с 1918 по 1919 год.
В 1919 году вернулся к своему первоначальному имени, он сгорел в 1920 году во время ремонта. Был разобран на металлом в 1924 году в Генуе.